# Награда Станиславски
Награда Станиславски (пуни наслов награде: 'Верујем. Константин Станиславски') је посебна награда која се додељује од 2001. године на Московском међународном филмском фестивалу за изванредно постигнуће у глумачким каријерама и преданостима принципима школе Станиславског ('За освајање висина глуме и верности' како је традиционално формулисано).

## Награђени
- 2001 — Џек Николсон (Сједињене Америчке Државе)[1]
- 2002 — Харви Кајтел (Сједињене Америчке Државе)[2]
- 2003 — Фани Ардан (Француска)[3]
- 2004 — Мерил Стрип (Сједињене Америчке Државе)[4]
- 2005 — Жана Моро (Француска)[5]
- 2006 — Жерар Депардје (Француска)[6]
- 2007 — Данјел Олбрикски (Пољска)[7]
- 2008 — Изабел Ипер (Француска)[8]
- 2009 — Олег Јанковски (Русија), постхумно дата његовом сину Филипу
- 2010 — Еманијел Беар (Француска)
- 2011 — Хелен Мирен (Уједињено Краљевство)
- 2012 — Катрин Денев (Француска)
- 2013 — Ксенија Рапопорт (Русија)
- 2014 — Ина Чурикова (Русија)
- 2015 — Жаклин Бисет (Уједињено Краљевство)
- 2016 — Марина Нејолова (Русија)
- 2017 — Микеле Плачидо (Италија)
- 2018 — Настасја Кински (Немачка)
- 2019 — Рејф Фајнс (Уједињено Краљевство)
- 2020 — Светлана Крјучкова (Русија)
- 2021 — Сергеј Никоненко (Русија)